# Karl Anjou
Karl-Arvid Anjou, född 28 januari 1922 i Norrköping, är en svensk trädgårdsman. 

## Biografi
Anjou, som är son till stationsmästare Arvid Anjou och Elsa Hallberg, avlade hortonomexamen i Alnarp 1950. Han blev assistent vid Sveriges pomologiska förening 1949, försöksassistent vid Balsgårdsinstitutet i Fjälkestad 1951, trädgårdskonsulent vid Västernorrlands läns hushållningssällskap 1955 och innehade motsvarande befattning vid Älvsborgs läns hushållningssällskap från 1960. Timlärare vid Önnestads och Hammenhögs lantmannaskolor. Han har skrivit artiklar i fack- och dagspress. 1947 erhöll han ett stipendium från Skånska Trädgårdsföreningen.